# Anna Plichta
Anna Plichta (Wadowice, 10 febbraio 1992) è un'ex ciclista su strada polacca, attiva in formazioni UCI dal 2016 al 2021 e due volte campionessa nazionale a cronometro.

## Palmarès

### Strada
- 2019 (Trek-Segafredo, una vittoria)

Campionati polacchi, Prova a cronometro Elite
- 2020 (Trek-Segafredo, una vittoria)

Campionati polacchi, Prova a cronometro Elite

#### Altri successi
- 2014 (TKK Pacific Toruń)

Classifica giovani Thüringen Rundfahrt der Frauen

## Piazzamenti

### Grandi Giri
- Giro d'Italia

2018: 76ª
2019: 108ª

### Competizioni mondiali
- Campionati del mondo

Ponferrada 2014 - In linea Elite: ritirata
Richmond 2015 - In linea Elite: 52ª
Doha 2016 - Cronosquadre: 7ª
Doha 2016 - In linea Elite: 84ª
Bergen 2017 - In linea Elite: ritirata
Innsbruck 2018 - In linea Elite: 68ª
Yorkshire 2019 - Cronometro Elite: 36ª
Yorkshire 2019 - In linea Elite: ritirata
Imola 2020 - Cronometro Elite: 19ª
Imola 2020 - In linea Elite: ritirata
- Giochi olimpici

Rio de Janeiro 2016 - In linea: 41ª
Rio de Janeiro 2016 - Cronometro: 19ª
Tokyo 2020 - In linea: 27ª
Tokyo 2020 - Cronometro: 24ª

### Competizioni europee
- Campionati europei

Nyon 2014 - Cronometro Under-23: 16ª
Nyon 2014 - In linea Under-23: 24ª
Plumelec 2016 - In linea Elite: 52ª
Herning 2017 - In linea Elite: 77ª
Glasgow 2018 - In linea Elite: ritirata
Glasgow 2018 - Cronometro Elite: 16ª
Plouay 2020 - Cronometro Elite: 7ª
Plouay 2020 - In linea Elite: ritirata
Trento 2021 - In linea Elite: ritirata
- Giochi europei

Baku 2015 - Cronometro: 20ª
Baku 2015 - In linea: 30ª